# シーホーク2
シーホーク2（英：SEAHAWK 2）は、東海汽船、甑島商船が運航していた高速船。

## 概要
大型軽合金製高速旅客船の草分けであるシーホークの代船として建造された船で、耐蝕アルミ合金製の単胴高速船である。稲取（東伊豆町）と伊豆大島を結ぶ航路を主要航路とし、夏季ダイヤ及び椿まつりの期間には熱海と伊豆大島航路、伊東と伊豆大島航路にも使用された。モノクラスで定員401人であった。
1986年11月21日の三原山噴火による伊豆大島全島避難の際には、4往復で約1200名を稲取および熱海へ脱出させた。

## 船内
航海船橋甲板
- 展望台

上甲板
- 客席（337席）[1]
- トイレ

上甲板下
- 客席（64席）